# أندريا ناغي
أندريا ناغي (بالمجرية: Nagy Andrea)‏ (16 نوفمبر 1971 ببودابست في المجر - ) هي لاعبة كرة سلة مجرية في مركز الهجوم خلفي، شاركت في بطولة كرة السلة الأوروبية للسيدات 1991 ‏ وبطولة كرة السلة الأوروبية للسيدات 1993 ‏. ولعبت مع ساكرامنتو موناركس ونيويورك ليبرتي وواشنطن ميستيكس ونادي فناربخشه وSeattle Reign (basketball) ‏.

## وصلات خارجية
- أندريا ناغي على موقع الاتحاد الدولي لكرة السلة (الإنجليزية)
- أندريا ناغي على موقع الاتحاد الوطني لكرة السلة النسائية (الإنجليزية)
- أندريا ناغي على موقع كلية كرة السلة في سبورتس رفرنس.كوم (الإنجليزية)
- أندريا ناغي على موقع بروبوليرز (الإنجليزية)
- أندريا ناغي على موقع سبورتس رفرنس (الإنجليزية)